# Meliboeus kubani
Meliboeus kubani es una especie de escarabajo del género Meliboeus, familia Buprestidae. Fue descrita científicamente por Niehuis en 1994.